# Peluix
|  | No s'ha de confondre amb Ninot de peluix. |

El peluix (del francès peluche) és un teixit que té els fils tallats pel costat visible, el mateix que el fustany o el vellut. La seva suavitat de tacte és similar a les plomes o a la pell. És un teixit que té, d'una banda, una espècie de borrissol sedós i brillant, més llarg i menys compacte que el del vellut (del que prové), però encara que la diferència essencial amb el vellut està en la longitud i densitat del pèl, avui dia existeixen diferents varietats de peluix, que van del més fi al més gruixut.

## Usos

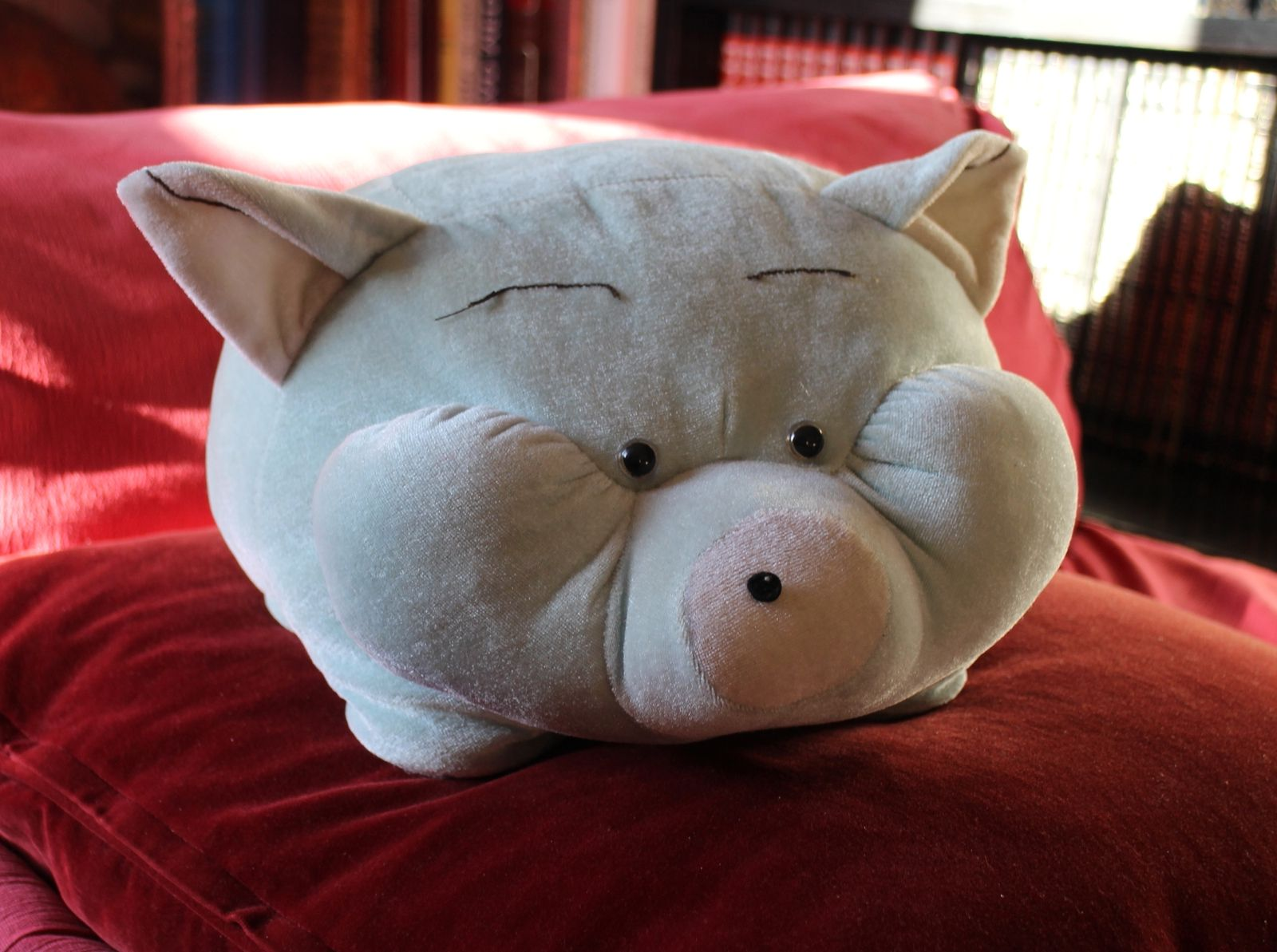
Porqueta de peluix fi.

El peluix s'usa en gran manera com a tela per a tapisseries en la fabricació de mobles. Es gasta també per a confeccionar roba, per al món de la moda o en barreteria. Encara que un dels majors usos d'aquest teixit està en la producció de joguines per als nens, existint una gran varietat de ninots de peluix fets usant aquest teixit, sobretot imitant la forma de diferents tipus d'animals, com per exemple l'os de peluix, etc. El peluix és també un dels principals materials per a la fabricació dels Art toys.

## Fabricació
A l'origen, el pèl del peluix era de moher o de llana pentinada, encara que per a la seva fabricació també se solia emprar la seda, sola o amb un reforç de cotó. Però actualment, el peluix modern se sol fabricar normalment, a partir de fibres sintètiques tals com el polièster.